# Yobes Ondieki
Yobes Ondieki, född den 21 februari 1961 i Kisii, är en kenyansk före detta friidrottare som tävlade i långdistanslöpning. 
Ondieki slog igenom vid VM 1991 då han vann guld på 5 000 meter. Ondieki misslyckades att följa upp guldet på Olympiska sommarspelen 1992 då han slutade på femte plats. Han blev 1993 den förste att springa 10 000 meter under 27 minuter och höll sitt världsrekord i ett år innan landsmannen William Sigei överträffade hans tid.